# حالة حدية
في المنطق والرياضيات، الحالة الحَدِّية لكائن رياضي، هي حالةٌ خاصةٌ تظهرُ عند أخذِ بعض أجزائِهِ إلى أقصى قيم ممكنة.

## أمثلة
- النقطة هي دائرةٌ مُنعَدِمة، وذلك عندما يصبح نصف قطر الدائرة مساوياً للصفر.
- المستقيم هو حالة مُنعدمة للقطع المكافئ، تحدث عندما يتناهى القطع المكافئ إلى مستوي المماس له. وأيضاً فإن المستقيم هو تدهور للمستطيل عندما يصبح أحد أطوال أضلاعه مساوياً للصفر.
- الخطان المستقيمان بالإمكان اشتقاقهما من حالة حدية للقطع المكافئ.